# Granado Espada
Granado Espada, in der englischen Version auch bekannt als Sword of the New World: Granado Espada und zeitweise als Sword 2, ist ein koreanisches MMORPG der Firma IMC Games. In Granado Espada kann der Spieler bis zu drei Charaktere gleichzeitig steuern. Außerdem verfügt das Fantasy-Spiel über eine für das Genre sehr ungewöhnliche Grafik im Rokoko-Stil.

## Beschreibung
Der Spieler wählt zu Beginn eine Figur aus einer Palette von fünf Basis-Charakteren aus (Elementalist, Muskeeter, Fighter, Scout, Wizard). Im weiteren Spielverlauf kann der Spieler durch das Erledigen von Quests oder gegen Bezahlung im integrierten Cashshop weitere Charaktere erhalten. Obwohl Granado Espada diverse Quests anbietet, besteht das Gameplay hauptsächlich aus dem Töten von Monstern, um Erfahrung zu gewinnen.
Granado Espada unterscheidet sich von anderen MMORPGs durch ein Multiple Character Control (MCC) System. Hierbei steuert der Spieler, ähnlich wie in vielen Konsolenspielen, eine Gruppe von bis zu drei Helden. In Städten können die Charaktere ausgetauscht werden. Befehle gibt man entweder der ganzen Gruppe oder einzelnen Charakteren, Default-Einstellungen sind möglich.

## Veröffentlichungshistorie
Das kommerzielle Spiel läuft weltweit in unterschiedlichen Bezahlmodellen und Versionen. Im Dezember 2007 endete in Nordamerika und Europa die Betaphase und das Spiel ging in den Regulärbetrieb. Im Juli 2010 erhielt das Spiel eine umfangreiche Erweiterung, die in der Öffentlichkeit zum Teil als neues Spiel vermarktet wurde. Der Titel wurde offiziell in Sword 2 umgeändert. Im Dezember 2012 liefen die Verträge zwischen dem bisherigen Anbieter Gamersfirst und dem Hersteller aus, die Betreuung ging auf Hanbits Tochtergesellschaft T3Fun über. Für Europa kündigte das deutsche Unternehmen RNTS Media neue Server zum 23. Januar 2013 an. Im November kündigte dagegen Eurogamez die Neueröffnung der europäischen Server an. Die geschlossene Betaphase startete am 10. Dezember 2013.